# Coupe du monde de cyclisme sur route 1996
Navigation
Édition précédente Édition suivante
La Coupe du monde de cyclisme 1996 fut la 8e édition de la Coupe du monde de cyclisme sur route.

## Épreuves
| Date       | Course                       | Pays        | Vainqueur        | Équipe                    |
| ---------- | ---------------------------- | ----------- | ---------------- | ------------------------- |
| 23 mars    | Milan-San Remo               | Italie      | Gabriele Colombo | Gewiss - Playbus          |
| 7 avril    | Tour des Flandres            | Belgique    | Michele Bartoli  | MG Maglificio - Technogym |
| 14 avril   | Paris-Roubaix                | France      | Johan Museeuw    | Mapei - GB                |
| 21 avril   | Liège-Bastogne-Liège         | Belgique    | Pascal Richard   | MG Maglificio - Technogym |
| 27 avril   | Amstel Gold Race             | Pays-Bas    | Stefano Zanini   | Gewiss - Playbus          |
| 10 août    | Classique de Saint-Sébastien | Espagne     | Udo Bölts        | Deutsch Telekom           |
| 18 août    | Leeds International Classic  | Royaume-Uni | Andrea Ferrigato | Roslotto - ZG Mobili      |
| 25 août    | Grand Prix de Suisse         | Suisse      | Andrea Ferrigato | Roslotto - ZG Mobili      |
| 6 octobre  | Paris-Tours                  | France      | Nicola Minali    | Gewiss - Playbus          |
| 19 octobre | Tour de Lombardie            | Italie      | Andrea Tafi      | Mapei - GB                |
| 27 octobre | Japan Cup                    | Japon       | Mauro Gianetti   | Polti                     |

## Classements finals

### Individuel
| Position | Coureur               | Équipe                    | Points |
| -------- | --------------------- | ------------------------- | ------ |
| 1        | Johan Museeuw         | Mapei - GB                | 162    |
| 2        | Andrea Ferrigato      | Roslotto - ZG Mobili      | 126    |
| 3        | Michele Bartoli       | MG Maglificio - Technogym | 124    |
| 4        | Andrea Tafi           | Mapei - GB                | 107    |
| 5        | Stefano Zanini        | Gewiss - Playbus          | 88     |
| 6        | Mauro Gianetti        | Polti                     | 87     |
| 7        | Lance Armstrong       | Motorola                  | 81     |
| 8        | Fabio Baldato         | MG Maglificio - Technogym | 77     |
| 9        | Davide Rebellin       | Polti                     | 68     |
| 10       | Alexander Gontchenkov | Roslotto - ZG Mobili      | 67     |

### Par équipes
| Position | Équipe                  | Points |
| -------- | ----------------------- | ------ |
| 1        | Mapei-GB                | 101    |
| 2        | Motorola                | 61     |
| 3        | MG Maglificio-Technogym | 60     |
| 4        | Festina-Lotus           | 54     |
| 5        | Roslotto-ZG Mobili      | 52     |